# (35585) 1998 HZ51
(35585) 1998 HZ51 est un astéroïde  de la ceinture principale. Il a été détecté par le programme LONEOS le 30 avril 1998.